# Среднее Попово
Среднее Попово — пресноводное озеро на территории Плотинского сельского поселения Лоухского района Республики Карелии.

## Общие сведения
Площадь озера — 1,3 км². Располагается на высоте 20,1 метров над уровнем моря.
Форма озера лопастная, продолговатая: оно более чем на четыре километра вытянуто с северо-востока на юго-запад. Берега изрезанные, каменисто-песчаные, преимущественно возвышенные.
Через озеро течёт река без названия, протекающая через озёра Верхнее Попово (с притоком из Постельного озера) и Нижнее Попово и впадающая в Белое море.
В озере более десяти безымянных островов различной площади, однако их количество может варьироваться в зависимости от уровня воды.
Код объекта в государственном водном реестре — 02020000711102000002705.